# Hanneke van Laarhoven
prof. dr. Hanneke Wilma Marlies van Laarhoven (Nijmegen, 20 april 1973) is een Nederlands arts en wetenschapper. Zij werkt in het Academisch Medisch Centrum te Amsterdam als internist-oncoloog. Hiernaast is Van Laarhoven hoogleraar Translationele medische oncologie aan de Universiteit van Amsterdam.

## Biografie
Van Laarhoven werd geboren op 20 april 1973 te Nijmegen. Haar middelbareschoolopleiding rondde zij af met een Internationaal Baccalaureaat (IB) aan het United World College in Duino, Italië. Van Laarhoven studeerde geneeskunde en religiewetenschappen aan de Katholieke Universiteit Nijmegen en slaagde in beide studies cum laude voor het doctoraal examen. Haar doctoraalscriptie bij religiewetenschappen werd bekroond met de Universitaire Studieprijs. In 1998 behaalde zij haar artsexamen, ook cum laude. In 1999 begon Van Laarhoven met de opleiding tot internist in het Canisius Wilhelmina Ziekenhuis te Nijmegen, en vanaf 2000 zette zij deze opleiding voort in het Universitair Medisch Centrum (UMC) St Radboud te Nijmegen. In 2008 werd zij geregistreerd als internist, en in 2009 als medisch oncoloog.
Tijdens haar opleiding tot internist voerde Van Laarhoven wetenschappelijk onderzoek uit, waarop zij promoveerde in 2005 (cum laude) met het proefschrift getiteld Vascularization, oxygenation, and metabolism in colorectal cancer: Implications for cytotoxic treatment. Naast enkele reisbeurzen ontving zij een Dr. I.B.M. Frije Stipendium voor het uitvoeren van dit onderzoek. 
In 2001 startte Van Laarhoven een onderzoeksproject naar de eindigheid en levenskwaliteit bij patiënten met kanker, resulterend in haar tweede proefschrift: Rethinking distress: an exploration in religious studies and medicine.
In 2008 werd Van Laarhoven aangesteld als staflid op de afdeling medische oncologie in het UMC St. Radboud. Zij verwierf een VENI-subsidie van de Nederlandse Organisatie voor Wetenschappelijk Onderzoek (NWO) om te werken aan het onderzoeksproject The insulin-like growth factor-1 receptor: a new target for breast cancer treatment.  Sinds 2012 is zij werkzaam als hoofdonderzoeker bij de afdeling medische oncologie van het Academisch Medisch Centrum in Amsterdam.   
Voor het onderzoeksproject Translational research in oncology ontving Van Laarhoven in 2013 een subsidie van 781.600 Euro uit het Alpe d'HuZes/KWF-fonds. Hiermee onderzoekt zij hoe het behandelresultaat bij alvleesklierkanker kan worden voorspeld met beeldvormende technieken. Met een ander onderzoeksproject, Psychosocial and supportive care, richt zij zich op het onderzoek van psychosociale invloeden die de genezing bij kankerpatiënten kunnen bevorderen. 
Van Laarhoven is benoemd tot hoogleraar aan de Universiteit van Amsterdam. Haar inaugurele rede, De kracht van complexiteit en de kunst van eenvoud, sprak zij uit op 19 december 2014, waarmee ze haar leeropdracht Translationele medische oncologie, in het bijzonder de gastrointestinale oncologie aanvaardde.  
Op 20 maart 2014 is Van Laarhoven geïnstalleerd als lid van de Jonge Akademie van de Koninklijke Nederlandse Akademie van Wetenschappen (KNAW).  

## Publicaties
- AMC: Alle publicaties van Prof. dr. H.W.M. van Laarhoven

## In de media
- De IKON maakte in 2011 een portret van Hanneke van Laarhoven voor het programma Het Vermoeden.[5]
- "Drie universitaire onderzoekers: inspiratie, samenwerking en wurgende bureaucratie", NRC, 23 oktober 2015.